# Гайоль, Хуан
Хуан Фелисиано Гайоль (исп. Juan Feliciano Gayol; 1916, муниципалитет Боливар — 1991) — аргентинский футболист, нападающий.

## Карьера
Хуан Гайоль родился в семье одноимённого боливийца (1890—1959) и испанской матери Лусии Оррио (1890—1965). Он начал карьеру в клубе «Алем де Боливар». Оттуда в 1937 году он перешёл в «Архентино де Кильмес». Два сезона клуб выступал во втором дивизионе, пока в 1939 году не вышел в Примеру. Клуб за сезон не одержал ни одной победы. При этом сам Гайоль забил 12 голов, более трети от забитых всеми игроками «Архентино». По окончании сезона футболист участвовал вместе с «Велес Сарсфилд» в туре по Мексике. Там он сыграл в семи матчах и забил три гола. В 1940 году Хуан стал игроком «Ньюэллс Олд Бойз». 14 апреля он дебютировал в составе команды в матче с «Чакаритой Хуниорс» (2:0). А 19 мая забил первый мяч за клуб, поразив ворота «Велес Сарсфилд» (3:1). По итогам сезона форвард стал лучшим бомбардиром команды с 12 голами. Затем Гайоль ещё два сезона играл за «Олд Бойз».
В 1943 году клуб «Химнасия и Эсгрима» купил контракт футболиста за 13 750 песо. 9 мая он сыграл первый матч за команду против «Расинга» (2:2). В первом сезоне он сыграл в 15 матчах. Ещё шесть игр Гайоль провёл в 1944 году, когда клуб вылетел во второй дивизион. В той же команде Хуан выполнял роль главного тренера. После этого нападающий был продан в «Архентино де Кильмес» аз 1500 песо. В первом сезоне клуб выступал в третьей по значимости лиги Аргентины. Там игрок забил за сезон 29 голов. Это позволило «Архентино» выйти во второй дивизион, при этом клуб не проиграл ни одной встречи. Затем он играл только в Сегунде. За клуб Гайоль выступал до 1947 года, проведя в общей сложности за «Архентино» в первом и втором дивизионе чемпионата Аргентины 105 матчей и забив 71 гол.

## Статистика

### Клубная
| Сезон | Клуб                          | Лига    | Чемпионат | Чемпионат |
| Сезон | Клуб                          | Лига    | Игры      | Голы      |
| ----- | ----------------------------- | ------- | --------- | --------- |
| 1937  | Архентино де Кильмес          | Сегунда | ?         | ?         |
| 1938  | Архентино де Кильмес          | Сегунда | ?         | ?         |
| 1939  | Архентино де Кильмес          | Примера | 19        | 12        |
| 1940  | Ньюэллс Олд Бойз              | Примера | 27        | 12        |
| 1941  | Ньюэллс Олд Бойз              | Примера | 14        | 3         |
| 1942  | Ньюэллс Олд Бойз              | Примера | 17        | 9         |
| 1943  | Химнасия и Эсгрима (Ла-Плата) | Примера | 15        | 0         |
| 1944  | Химнасия и Эсгрима (Ла-Плата) | Сегунда | 6         | 0         |
| 1945  | Архентино де Кильмес          | Терсера | ?         | 29        |
| 1946  | Архентино де Кильмес          | Сегунда | ?         | ?         |
| 1947  | Архентино де Кильмес          | Сегунда | ?         | ?         |

### Международная
| Матчи Хуана Гайоля за сборную Аргентины | Матчи Хуана Гайоля за сборную Аргентины | Матчи Хуана Гайоля за сборную Аргентины | Матчи Хуана Гайоля за сборную Аргентины | Матчи Хуана Гайоля за сборную Аргентины | Матчи Хуана Гайоля за сборную Аргентины | Матчи Хуана Гайоля за сборную Аргентины |
| --------------------------------------- | --------------------------------------- | --------------------------------------- | --------------------------------------- | --------------------------------------- | --------------------------------------- | --------------------------------------- |
| №                                       | Дата                                    | Место проведения                        | Оппонент                                | Счёт                                    | Голы                                    | Турнир                                  |
| 1                                       | 5 января 1941                           | Сантьяго                                | Чили                                    | 2:1                                     | —                                       | Кубок президента Аргентины              |

## Достижения
- Обладатель Кубка президента Аргентины: 1941
- Чемпион Южной Америки: 1941